# Max von Sydow
Max Carl Adolf von Sydow (Lund, 10 de abril de 1929 – Paris, 8 de março de 2020) foi um ator franco-sueco, conhecido pelos seus trabalhos com o cineasta Ingmar Bergman. Atuou em diversos países e em várias línguas, incluindo sueco, norueguês, dinamarquês, alemão, inglês, francês, italiano e espanhol.
Entre os filmes em que participou com Ingmar Bergman, estão O Sétimo Selo (1957), Ansiktet (1958) e Såsom i en Spegel (1961). Com outros realizadores, estão A Maior História de Todos os Tempos (1965), Äppelkriget (1971), Utvandrarna (1971), O Exorcista (1973), Three Days of the Condor (1975), Hannah and Her Sisters (1986) e Pelle, o Conquistador (1987).
A sua carreira incluiu papéis tão diversos como o imperador Ming em Flash Gordon (título original em Portugal, 1980), o artista Frederick em Hannah and Her Sisters ("Hannah e as suas irmãs", 1986) ou o padre Lankester Merrin em O Exorcista (1973).
Foi nomeado para o Óscar de melhor actor pelo seu papel em Pelle erobreren (Pelle, o Conquistador, 1987), e por actor coadjuvante pelo filme Extremely Loud and Incredibly Close de 2012.
Em 2016, Sydow entrou para o elenco da série de televisão Game of Thrones da HBO, no papel do Corvo de Três Olhos, que lhe rendeu uma nomeação ao Primetime Emmy Award.
Foi casado com a realizadora francesa Catherine Brelet de 1997 até a sua morte, tendo dois filhos (Henrik e Claes) frutos do seu anterior casamento com Kerstin Olin, de quem se divorciou em 1996.

## Inicio da vida
Von Sydow nasceu em Lund, no condado de Skåne no seio de uma família de classe média-alta. O seu pai, Carl Wilhelm von Sydow, era um etnólogo e professor de folclore irlandês, escandinavo e folclore comparado na Universidade de Lund. Sua mãe, Friherrinnan (baronesa) Greta Rappe, era uma professora de escola. Pouca coisa se sabe sobre sua infância, exceto que ele era aparentemente uma criança sem irmãos, tímida e quieta.
Assistiu à aulas em Escola Secundária de Lund, e aprendeu alemão e inglês com nove anos. Juntamente com alguns colegas na escola secundária, fundou um clube de teatro. O seu interesse em prosseguir uma carreira de actor levou-o a frequentar a Escola Real de Drama (Dramatens elevskola), em Estocolmo, entre 1948 e 1951, após completar o Serviço Nacional, onde encontrou nomes como Lars Ekborg, Margaretha Krook e Ingrid Thulin. Durante seu tempo na Dramaten, ele estreou nos filmes Só a mãe (Bara en Mor, 1949) e Miss Julie (Fröken Julie, 1951) de Alf Sjöberg.
Após a sua graduação, von Sydow trabalhou em teatros em Norrköping e Malmö. Ao participar em filmes realizados por Ingmar Bergman, ganha projecção internacional e começa a receber ofertas de trabalho no estrangeiro. Participa então de filmes como A maior história de todos os tempos (1965), onde interpretou Jesus Cristo, e Hawaii (1966). A sua colaboração com Bergman estendeu-se a treze filmes.

## Carreira
Em 1955 Von Sydow se mudou para Malmo, onde conheceu seu mentor Ingmar Bergman. Seu primeiro trabalho com Bergman aconteceu em no Teatro Municipal de Malmö. Von Sydow trabalhou com Bergman em filmes como O Sétimo Selo (Det Sjunde inseglet, 1957), Morangos Silvestres (Smultronstället, 1957) e O Jardim do Prazer (Jungfrukällan, 1959). Em O Sétimo Selo, von Sydow é o cavaleiro que joga xadrez com a morte para ganhar tempo com a sua família - uma cena e um filme que foram inovações para o diretor. Foi nesses filmes que von Sydow aperfeiçoou sua arte, começando a exibir um grande talento que habilitou sua carreira de 53 anos. Von Sydow dominou a tela com fez no teatro, tornando-se um ídolo internacional. O reconhecimento da crítica veio veio em 1954 com o prêmio da Royal Foundation Cultura Award. Von Sydow trabalhou abundantemente tanto no teatro quanto nas telas na Escandinávia e resistiu aos crescentes convites do EUA para ir para Hollywood. Após ver Bergman receber o Óscar e ter sido a primeira escolha pelo papel em Dr. No, von Sydow finalmente foi aos Estados Unidos depois de concordar em estrelar um filme que o conduziu a um reconhecimento muito maior, no papel de Jesus no grandioso filme de George Steven, o épico A Maior História de Todos os Tempos. 1965. Como seu talento foi logo muito demandado em outras produções norte-americanas, von Sydow e sua família se mudaram para Los Angeles.

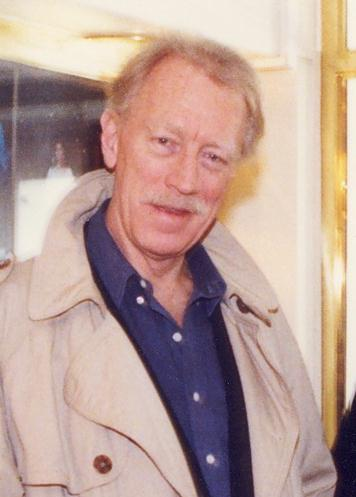
Max von Sydow em 1992.

Em 1965, von Sydow atuava numa frequência bastante regular nos filmes estadunidenses enquanto continuava presente na Suécia. Embora talvez estigmatizado como vilão, ele foi recompensado nos Estados Unidos com duas nomeações ao Globo de Ouro por Hawaii e O Exorcista em 1973. Em meados dos anos 70, von Sydow se mudou para Roma e atuou em alguns filmes italianos, tornando-se amigo de outra lenda das telas, Marcello Mastroianni. Atuou de maneira memorável como o assassino profissional alsaciano no filme Three Days of the Condor (1975). No fim dos anos 70 e início dos anos 80, von Sydow apareceu em dois filmes sérios, como Ana e suas irmãs, de Woody Allen (1986), e Duna de David Lynch (1984), e também filmes menos sérios, como Flash Gordon (1980) e Strange Brew (1983).
Foi internacionalmente aclamado pela sua performance como o romancista Prêmio Nobel Knut Hamsun, no filme biográfico Hamsun. Recebeu seu terceiro Guldbagge (prémio sueco) e seu segundo Bodil (prémio dinamarquês) pela sua representação de um personagem comumente descrito como Rei Lear. Em 1996, von Sydow estrelou nas Confissões Privadas (Enskilda samtal) de Liv Ullmann. De volta a Hollywood, ele apareceu em What Dreams May Come interpretando um papel que foi algo de sua performance em O Exorcista.
Foi aclamado por seu papel como um advogado velho no filme Snow Falling on Cedars de Scott Hicks. Em 2002, von Sydow teve um dos seus maiores sucessos comerciais, coestrelando com Tom Cruise no popular filme Minority Report de Steven Spielberg. Em 2003, ele representou o personagem mentor Eyvind na adaptação europeia para a televisão da saga O Anel do Nibelungo. A adaptação alcançou recordes e foi lançado nos Estados Unidos como Die Nibelungen. Em 2007, von Sydow estrelou em A Hora do Rush 3. Ele seguiu com o prêmio de melhor filme estrangeiro de Julian Schnabel em O Escafandro e a Borboleta, baseado na memória de Jean-Dominique Bauby. A próxima estréia de Sydow é Truth & Treason com Haleu Joel Osment. O filme será baseado na vida de Helmuth Hübener durante a Terceira Guerra Mundial. Ele também foi recentemente lançado como Josiah Kane em Soloman Kane, baseado na história e personagens de Robert E. Howard.
Recebeu sua segunda indicação ao Óscar por interpretar o "avô", em Extremely Loud and Incredibly Close. Interpretou Lor San Tekka  no sétimo filme da franquia Star Wars.

## Prêmios e indicações
Von Sydow também ganhou o prêmio do Instituto Australiano de Filme pela sua atuação em Father (1989), o prêmio Guldbagge de melhor diretor pelo seu único trabalho de direção, Katinka (Ved vejen, 1988), baseado no romance de Herman Bang, e o prêmio de melhor ator no Festival Internacional de Tóquio por The Silente Toucj (Dotknięcie ręki, 1993).

## Vida pessoal
Em 1951, von Sydow casou-se com a atriz Kerstin Olin com quem teve dois filhos, Claes e Henrik. Seus filhos apareceram no filme Hawaii, atuando como seu filho em diferentes idades. Von Sydow se divorciou em 1996 e, logo após, casou-se com Catherina Brelet em abril de 1997 em Providence, França. Ele teve mais dois filhos com sua segunda esposa, Yvan e Cedric. Ultimamente, von Sydow morava em Paris.
Morreu no dia 8 de março de 2020, aos 90 anos.

## Filmografia
- Bara en Mor (1949)
- Fröken Julie (1951)
- Ingen Mans Kvinna (1953)
- Rätten att älska (1956)
- Herr Sleeman Kommer (1957) (TV)
- Prästen i Uddarbo (1957)
- O Sétimo Selo (1957)
- Morangos Silvestres (1957)
- Nära Livet (1958)
- Spion 503 (1958)
- Rabies (1958) (TV)
- Ansiktet (1958)
- Jungfrukällan (1960)
- Bröllopsdagen (1960)
- Såsom i en Spegel (1961)
- Nils Holgerssons Underbara Resa (1962)
- Älskarinnan (1962)
- Nattvardsgästerna (1963)
- 4x4 (segmento de Uppehåll i myrlandet) (1965)
- The Reward (1965)
- The Greatest Story Ever Told (1965) ... Jesus
- The Quiller Memorandum (1966)
- Hawaii (1966)
- Här Har Du Ditt Liv (1966)
- The Diary of Anne Frank (1967) (TV)
- Vargtimmen (1968)
- Svärta Palmkronor (1968)
- Skammen (1968)
- Made in Sweden (1969)
- En passion (1969)
- The Kremlin Letter (1970)
- The Night Visitor (1971)
- Utvandrarna (1971)
- Äppelkriget (1971)
- Beröringen (1971)
- I Havsbandet (1971) (minissérie)
- Embassy (1972)
- Nybyggarna (1972)
- Kvartetten som sprängdes (1973) (minissérie)
- O Exorcista (1973)
- Steppenwolf (1974)
- Trompe-l'oeil (1975)
- The Softening of the Egg (1975)
- Cuore di Cane (1975)
- The Ultimate Warrior (1975)
- Three Days of the Condor (1975)
- Voyage of the Damned (1976)
- Il Deserto dei Tartari (1976)
- Foxtrot (1976)
- Cadaveri eccellenti (1976)
- March or Die (1977)
- Exorcist II: The Heretic (1977)
- Gran bollito (1977)
- Brass Target (1978)
- Hurricane (1979)
- La mort en direct (1980)
- Bugie bianche (1980)
- Flash Gordon (1980)
- Escape to Victory (1981)
- Jugando con la muerte (1982)
- Ingenjör Andrées luftfärd (1982)
- Conan the Barbarian (1982)
- The Adventures of Bob & Doug McKenzie: Strange Brew (1983)
- Le Cercle des Passions (1983)
- Le Dernier Civil (1983) (TV)
- Never Say Never Again (1983)
- Dreamscape (1984)
- Samson and Delilah (1984) (TV)
- The Ice Pirates (1984)
- A Soldier's Tale (1984)
- Dune (1984)
- Il Pentito (1985)
- Code Name: Emerald (1985)
- Christopher Columbus (1985) (minissérie)
- Kojak: The Belarus File (1985) (TV)
- The Last Place on Earth (1985) (minissérie)
- Quo Vadis (1985)
- Duet for One (1986)
- Hannah and Her Sisters (1986)
- Oviri (1986)
- Gösta Berlings saga (1986) (minissérie)
- The Second Victory (1986)
- Pelle erobreren (1987)
- Red King, White Knight (1989) (TV)
- Hiroshima: Out of the Ashes (1990) (TV)
- Una Vita scellerata (1990)
- Pai (1990)
- Awakenings (1990)
- Oxen (1991)
- Bis ans Ende der Welt (1991)
- Europa (1991) (voz)
- A Kiss Before Dying (1991)
- Mio caro dottor Gräsler (1991)
- Den Goda viljan (1992)
- Morfars resa (1993)
- Och ge oss skuggorna (1993)
- Needful Things (1993)
- Dotkniecie reki (1993)
- Onkel Vanja (1994) (TV)
- Time Is Money (1994)
- Citizen X (1995) (TV)
- Dypets ensomhet (1995)
- A che punto è la notte (1995) (TV)
- Judge Dredd (1995)
- Radetzkymarsch (1995)
- Enskilda samtal (1996) (TV)
- Samson and Delilah (1996) (TV)
- Jerusalem (1996)
- Hamsun (1996)
- Truck Stop (1996)
- Solomon (1997) (TV)
- La principessa e il povero (1997) (TV)
- Hostile Waters (1997)
- What Dreams May Come (1998)
- Snow Falling on Cedars (1999)
- The 13th Warrior (1999)
- Nuremberg (2000) (minissérie)
- Intacto (2001)
- Vercingétorix (2001)
- Non ho sonno (2001)
- Les amants de Mogador (2002)
- Minority Report (2002)
- Ring of the Nibelungs (2004) (TV)
- La Fuga degli innocenti (2004) (minissérie)
- Dark Kingdom: The Dragon King (2004)
- Heidi (2005)
- The Inquiry (2006)
- Rush Hour 3 (2007)
- O Escafandro e a Borboleta (2007)
- Emotional Arithmetic (2007)
- The Tudors (2009)
- Solomon Kane (2009)
- Truth & Treason (2009)
- Shutter Island (2009)
- Robin Hood (2010)
- The Elder Scrolls V: Skyrim (2011)
- Extremely Loud and Incredibly Close (2011)
- Truth & Treason (2012)
- Branded (2012)
- Dragons 3D (2013)
- Star Wars: The Force Awakens (2015)

## Prémios
- O Prémio Pasinetti no Festival de Veneza pelo filme Ingenjör Andrées luftfärd (1982)
- Nomeação para o Óscar pelo filme "Pelle, o Conquistador"
- Prémios Bodil, Felix, Robert e GuldbaggeIn, menção honrosa no Festival de Cannes também por "Pelle, o Conquistador". O filme ganhou a Palma de Ouro.